# Crypticerya jaihind
Crypticerya jaihind är en insektsart som beskrevs av Rao 1951. Crypticerya jaihind ingår i släktet Crypticerya och familjen pärlsköldlöss. Inga underarter finns listade i Catalogue of Life.